# Ровнополье (Запорожская область)
Ровнопо́лье (укр. Рівнопілля) — село,
Ровнопольский сельский совет,
Гуляйпольский район,
Запорожская область,
Украина.
Код КОАТУУ — 2321886501. Население по переписи 2001 года составляло 268 человек.
Является административным центром Ровнопольского сельского совета, в который, кроме того, входит село
Яблоково.

## Географическое положение
Село Ровнополье находится на расстоянии в 1 км от села Яблоково и в 3,5 км от села Сладкое.

## Происхождение названия
В некоторых документах село называется Равнополье.
На территории Украины 4 населённых пункта с названием Ровнополье.

## История
- 1928 год — дата основания.

## Экономика
- «Ровнополье», ООО.

## Объекты социальной сферы
- Школа.
- Детский сад.
- Клуб.
- Фельдшерский пункт.